# Pteronarcys comstocki
Pteronarcys comstocki is een steenvlieg uit de familie Pteronarcyidae. De wetenschappelijke naam van de soort is voor het eerst geldig gepubliceerd in 1917 door Smith.